# Krystyna Schreiber
Krystyna Schreiber (* 21. September 1976 in Hoyerswerda) ist eine deutsche Journalistin, Unternehmerin und Autorin. Sie ist Delegierte der Regionalregierung von Katalonien in Mitteleuropa (Österreich, Polen, Tschechien, Slowakei, Slowenien und Ungarn).

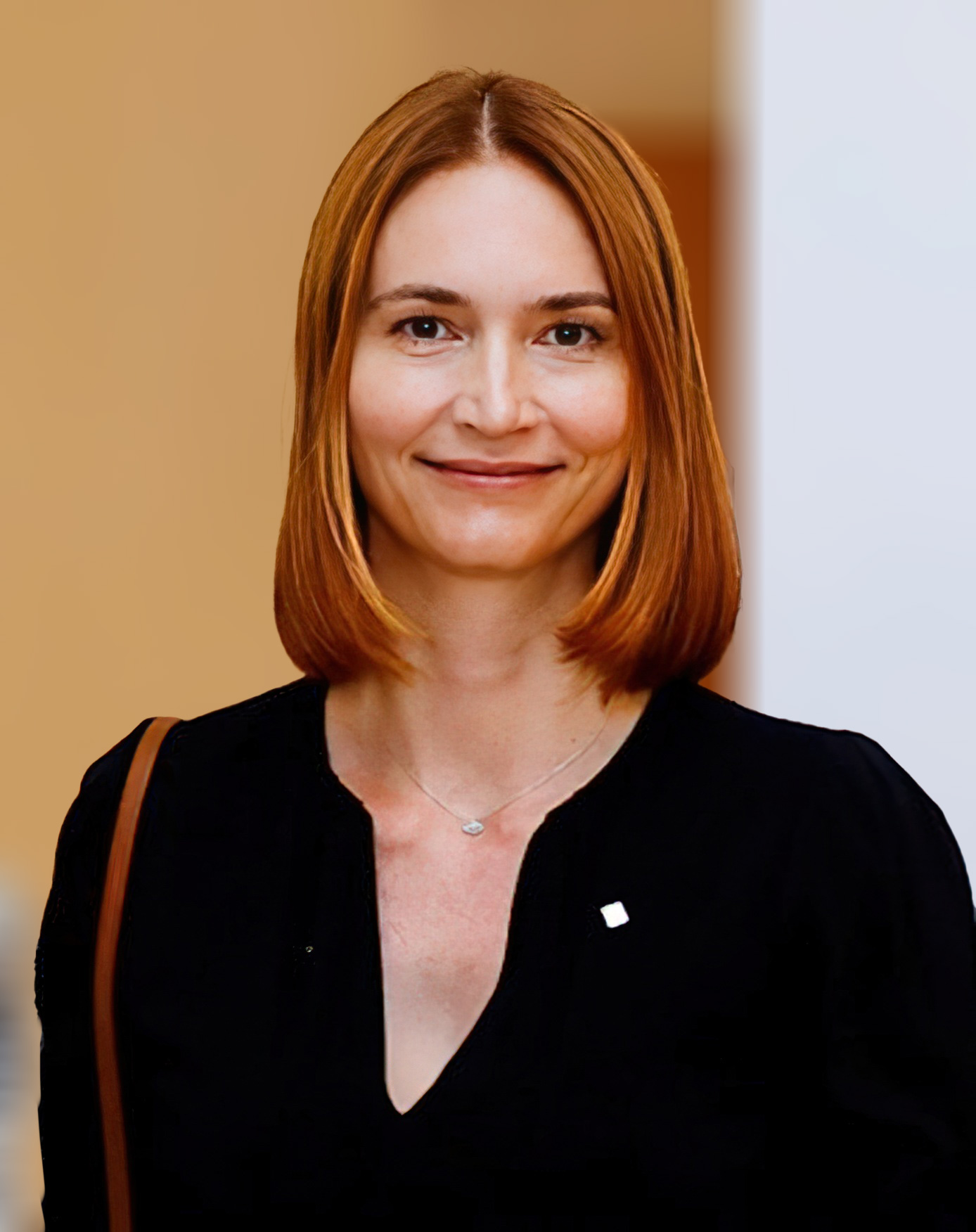
Krystyna Schreiber (2023)

## Leben
Krystyna Schreiber ist in Dresden aufgewachsen. Ihr Vater ist Zahnarzt; zunächst war er Militärarzt der Luftstreitkräfte der Nationalen Volksarmee, nach der Wende von 1989 gründete er ein Ärztehaus. Ihre Mutter war Deutschlehrerin. Während der Schulzeit verbrachte Schreiber ein Jahr in Oregon in den USA. Nach dem Abitur am Romain-Rolland-Gymnasium Dresden studierte sie Volkswirtschaft an der Universität zu Köln. Sie wechselte an die Universität Pompeu Fabra in Barcelona, wo sie ein Übersetzerdiplom für die Sprachen Deutsch, Katalanisch und Spanisch erlangte.
In den Jahren 1998 und 1999 absolvierte sie Praktika in New York und arbeitete dort als Model. 2002 siedelte sie nach Barcelona über.
Seit 2012 engagierte sie sich in gesellschaftlichen Organisationen in Katalonien. Sie veröffentlichte Interviews und Essays deutscher wie katalanischer Politiker und Politologen über die Perspektiven der katalanischen Unabhängigkeitsbewegung. Bis zum Frühjahr 2019 arbeitete sie in Barcelona in ihrer Startup-Firma für audiovisuelle Produktionen und berichtete in deutschsprachigen sowie internationalen Medien über Spanien mit besonderer Berücksichtigung Kataloniens, u. a. für die Junge Welt sowie die Fernsehsender Welt und n-tv.
Die katalanische Regionalregierung ernannte sie 2019 zu ihrer Delegierten für Österreich, Ungarn, Tschechien und die Slowakei mit Dienstsitz in Wien. Gegenüber den Medien betonte sie in ihrem neuen Amt, dass die katalanische Führung „kompromissbereit“ sei und auch eine föderale Option den Konflikt zwischen Barcelona und Madrid lösen könnte. 2021 bekam sie auch die Zuständigkeit für Slowenien, 2022 für Polen. 
Sie erlangte einen Postgraduierten-Abschluss in multilateraler Diplomatie und internationalen Organisationen am Institut für Ausbildung und Forschung der Vereinten Nationen in Barcelona und absolvierte ein Executive-Education-Programm des Massachusetts Institute of Technology.

## Buchpublikationen
- Die Übersetzung der Unabhängigkeit. Wie die Katalanen es erklären, wie wir es verstehen. Verlag Fabian Hille, Dresden 2015, ISBN 978-3-939025-60-3.
- Què en penses, Europa? Els experts europeus parlen sobre la independència de Catalunya. Què en penses, Europa? Angle Editorial, Barcelona 2015, ISBN 978-84-16139-77-4.
- Le choix de l’indépendance en Catalogne. Presses Universitaires de Perpignan, Perpignan 2019, ISBN 978-2-35412-341-3.

## Übersetzungen
- „Die Welt soll es wissen“ („Catalonia calling. What the world has to know“), Sàpiens Publicacions, Barcelona 2013, ISBN 978-84-616-6452-8.
- Joan Maria Serra Sala: Die deutschsprachigen Länder und Benelux in Barcelona: Eine Spurensuche. Cosmopolis, Barcelona 2019, ISBN 978-84-9034-894-9.

## Preise
- Journalistenpreis des Instituts der Regionen Europas 2016

## Videos
- Une allemande à Barcelone, TV France3, 18. März 2019.
- Katalonienkonflikt: „Was ist eigentlich der Staat für uns?“, Interview in Die neue Debatte, 13. Dezember 2019.
- NACHGEFRAGT: "Katalonien: Nur auf friedlichem Weg zur Unabhängigkeit" Institute of the Regions of Europe (IRE), 2021.

## Links
- Krystyna Schreiber, Delegierte der Regierung von Katalonien für Mitteleuropa – INTERVIEW Diplomacy & Commerce [Wien], 21. Dezember 2023.
- Krystyna Schreiber Pressetexte von Krystyna Schreiber